# شوال انور
شوال انور (انگلیسی: Shawal Anuar؛ زادهٔ ۲۹ آوریل ۱۹۹۱) بازیکن فوتبال است.
وی همچنین در تیم ملی فوتبال سنگاپور بازی کرده‌است.